# 奧卡河

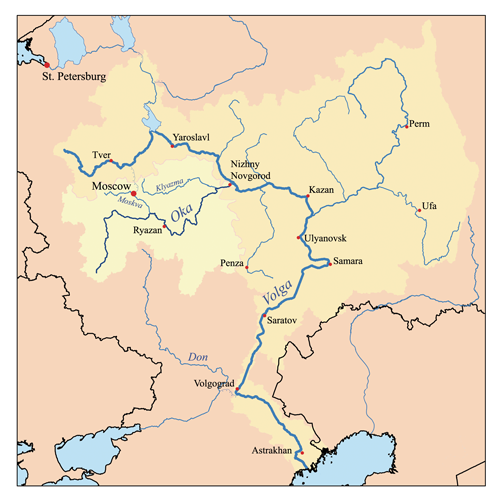
伏爾加河流域圖，奧卡河以粗體顯示

奧卡河（俄语：Ока）是俄羅斯伏爾加河最长的右支流，全長1,500公里。語出芬蘭-烏戈爾諸語，可能是梅谢拉语，意思是「河流」。
俄羅斯首都莫斯科就位於奧卡河的支流莫斯科河畔。另一座大城市下诺夫哥罗德位於河口。其他沿岸主要城市有：奧廖爾、卡盧加、科洛姆納、梁贊、捷爾任斯克。